# Gustav Merkel
Gustav Adolf Merkel (ur. 12 listopada 1827 w Oberoderwitz, zm. 30 października 1885 w Dreźnie) – niemiecki kompozytor i organista.

## Życiorys
Był synem organisty. W latach 1844–1848 kształcił się w seminarium nauczycielskim w Budziszynie. W 1848 roku osiadł w Dreźnie, gdzie do 1853 roku pracował jako nauczyciel. Uczył się u Friedricha Wiecka (fortepian), Ernsta Juliusa Otto (teoria) i Johanna Schneidera (organy), a także kompozycji u Carla Gottlieba Reissigera i Roberta Schumanna. Pełnił funkcję organisty w Waisenhauskirche (1858–1860), Kreuzkirche (1860–1864) i katolickiej katedrze św. Trójcy (od 1864). Od 1861 do 1885 roku uczył gry na organach w konserwatorium drezdeńskim, w latach 1867–1873 był również dyrektorem Dreyssig Singakademie.
Jako organista kontynuował tradycje bachowskie, zdobywając sobie dużą popularność wśród publiczności. Jego twórczość cechowała się walorami dydaktycznymi. Komponował utwory na organy solo oraz dzieła chóralne.